# BioShock Infinite
BioShock Infinite je first-person střílečka a třetí díl série Bioshock, tedy volné pokračování Bioshocku a Bioshocku 2, které vyšlo 26. března 2013 na PC, Xbox 360 a PlayStation 3. Hra byla vyvíjena pod pracovním názvem Project Icarus. Bioshock Infinite jako první díl série vystupuje z dějové linky prvních dvou dílů a zaměřuje se na nový příběh odehrávající se v roce 1912 v létajícím městě Columbia. Hlavní hrdina, bývalý detektiv Booker DeWitt (Troy Baker), se v něm snaží vypátrat tajemnou dívku jménem Elizabeth (Courtnee Draper) a dopravit ji do New Yorku.

## Děj
Příběh hry se odehrává v roce 1912 a hráč se vžije do role Bookera DeWitta, bývalého agenta detektivní společnosti Pinkerton. Booker se osobně zúčastnil bitvy u Wounded Knee, kde byli zmasakrováni indiáni kmene Siouxů. Tyto události na něm zanechaly šrám, který se snaží léčit pitím alkoholu a gamblingem, než je najat tajemnou dvojicí. Ta ho žádá, aby z létajícího města Columbia přivedl záhadnou dívku a splatil tak své dluhy.
Booker je na loďce dovezen k majáku, na jehož vrcholu se nachází raketa, která ho vynese do města Columbia. Tento poletující skvost založil náboženský fanatik Zachary Comstock, který si říká Prorok a po několika roztržkách s vládou USA se rozhodl od Spojených států celé město odtrhnout a plánovat pomstu. Tu má vykonat jeho dítě, ovečka Elizabeth, která podle proroctví usedne na trůn a plameny zničí svět na zemi. Než se však Booker může k Elizabeth dostat, je odhalen podle písmen AD, která má vypálena na pravé ruce, a prohlášen za falešného pastýře. Na Bookera se tak snese celé město, které se ho snaží zabít, přesto se DeWitt dokáže probojovat až k ohromné věži a Elizabeth osvobodit. Zjišťuje, že byla po celá léta sledována a studována pro svoje unikátní schopnosti, jež jí umožňují otevírat časoprostorové trhliny. Společně se pokusí uniknout, ale cestu jim zkříží Songbird, mechanický robot, jež má vzezření napůl ptáka a napůl člověka, a pro Elizabeth byl po celé roky věznění jejím přítelem, strážcem a jediným kontaktem se světem venku. Dvojice se probojuje až ke vzducholodi, ale když Elizabeth zjišťuje, že ji chce Booker dovézt na sjednané místo v New Yorku namísto do Paříže, kam se touží sama dostat, hrdinu udeří a nechá ho napospas revolucionářům Vox Populi, kteří se chystají Comstockovu teokratickou vládu svrhnout.
Vox Populi vede Daisy Fitzroy, černošská služka, jež pracovala v domě Comstockových a kterou Prorok Comstock viní z vraždy své ženy. Daisy slibuje Bookerovi, že mu vzducholoď vrátí, avšak pod podmínkou, že jí sežene zásoby zbraní, se kterými může její hnutí bojovat. Booker se tedy usmiřuje s Elizabeth a společně se vydávají hledat zbraně. V realitě, ve které se právě nacházejí, však překupníka se zbraněmi Comstockovi muži zabijí a Booker tak musí s Elizabeth projít dimenzionální trhlinou do reality, kde překupník žije, a zbraně existují. Průchody nejdříve vypadají jako výhoda, než zjišťujeme, že lidé, kteří byli v jedné realitě zabiti a v druhé existují, prochází složitým traumatem. V aktuální dimenzi tak Vox Populi získali zbraně a rozpoutali revoluci, Booker DeWitt je zde mučedníkem, v jehož jménu se bojuje a Booker, za kterého hrajeme, tak zažije podobné trauma vycházející z existence více druhů jeho já. Když Fiztroy zjišťuje, že Booker a Elizabeth žijí, oba se je snaží zabít, jelikož Bookerova přítomnost by podkopala mučednické základy hnutí a Elizabeth je pro Vox Populi naplněním zkázonosného proroctví. Fiztroy je však zabita a dvojice dostává vzducholoď zpět do rukou, nesnaží se však odletět pryč, ale dostat se k domu Zacharyho Comstocka, aby zde porazili Songbirda, který jim neustále brání v úniku.
Na jejich cestě k Comstockově sídlu zjišťujeme, že Elizabeth není Prorokovou vlastní dcerou, jelikož ten je již delší dobu neplodný. S existencí dítěte se však nedokázala smířit Comstockova žena, která nechala dívku uzavřít do věže, jelikož předpokládala, že měl Comstock poměr s fyzičkou a výzkumnicí Rosalind Lutece, která vytvořila systém, pomocí kterého se Columbia vznáší. Po jedné z manželských hádek tak Comstock svoji ženu zabil a vinu svedl na služku Daisy Fitzroy. Booker a Elizabeth se přiblíží k Comstockově domu, ale Elizabeth je znovu unesena Songbirdem, zatímco Booker je přenesen do budoucnosti, kde se Comstockovi podařilo Elizabeth během desetiletí zlomit a nechat jí podle proroctví zaútočit na New York. Stařičká Elizabeth však Bookerovi dává lístek, na kterém je sepsán způsob, jak útoku zabránit a posílá DeWitta zpět do minulosti, ve které je mladá Elizabeth teprve vězněna a jsou na ní prováděny experimenty. Booker ji zachrání a společně se vydají konfrontovat Comstocka. Ten však řekne Elizabeth, že odpovědi na otázky jí může sdělit pouze Booker a ten ho v záchvatu vzteku zabije. Dvojice poté zjišťuje, že lístek, který Elizabeth poslala, obsahuje způsob, jak pomocí čtyř tónů ovládat Songbirda a oba ho tak využijí ke kompletnímu zničení věže, kde byla Elizabeth celá léta vězněna, a ve které se nachází Syphon, přístroj, který udržoval její schopnosti na uzdě.
Elizabeth tak získává možnost plně cestovat skrze trhliny a přenáší se společně s Bookerem na místo mimo čas a prostor, které symbolizuje nekonečné množství majáků, jejichž dveře obsahují různé dimenze vytvářené na základě odchylek různých činů. Elizabeth však dokáže vystopovat počátek všech dimenzí, kterým je potok, kde měl být Booker pokřtěn. Pokud křest odmítl, vytvořila se dimenze, kterou jsme sledovali. Zde začal DeWitt holdovat alkoholu, aby se vymanil ze zlých vzpomínek na masakry v Číně a masakru u Wounded Knee. Taktéž prodal svoji dceru Annu DeWitt (iniciály AD na jeho ruce) neznámému muži, který se ukáže být bratrem Rosalind Lutece. Tato dvojice využila dimenzionální trhliny, aby pomohla Comstockovi získat od DeWitta jeho dceru Annu/Elizabeth. Booker tedy žádá právě Elizabeth, aby ho přenesla časem do doby, kdy byl Comstock dítětem, a Booker ho tak mohl zabít a zabránit všemu utrpení, které Comstock Elizabeth v budoucnu způsobí. Elizabeth však Bookera přenáší zpět do potoka a Booker zjišťuje, že on sám je Zachary Comstock, který přijal toto jméno, když souhlasil se křtem. Vytvořila se tak dimenze, ve které byl Comstock asketou a nemohl mít dítě, které si posléze odkoupil právě od Bookera. Ten se proto nechá v potoce utopit, čímž ničí všechny dimenze, ve kterých existoval Comstock a nechává tak pouze jedinou, ve které křest odmítl a ve které měl prodat své dítě. Když však Comstock neexistuje, nemá od Bookera Annu kdo koupit a oba tak mohou žít společně.

### Bioshock Infinite: Mind in Revolt
Před vydáním hry samotné vyšla krátká 30stránková novela napsaná Joem Fielderem a Kenem Levinem, která popisuje události předcházející hernímu ději. Konkrétně se soustředí skrze poznámky Dr. Pinchota na jeho několikadenní výslech odbojářky Daisy Fitzroy. Pinchot na ní prováděl psychické testy, když byla v roce 1909 na krátkou dobu zatčena pro vraždu manželky Zacharyho Comstocka. Kniha nabízí náhled jak na smýšlení tzv. Zakladatelů Columbie, tak na počátky hnutí Vox Populi. Kniha vyšla v elektronické i speciální sběratelské tištěné podobě.

### Bioshock Infinite: Burial at Sea – Episode 1
Burial at Sea je první příběhové DLC, které vsazuje Bookera DeWitta a Elizabeth do podmořského města Rapture z prvních dvou dílů série Bioshock. Booker je zde Elizabeth požádán, aby vyhledal coby privátní detektiv malou dívku jménem Sally. V poslední den roku 1958 se tedy Booker a Elizabeth společně vydávají na novoroční večírek zvráceného umělce Sandera Cohena, který jim prozradí, že se děvče nachází v nově potopeném komplexu Franka Fontainea, následně dvojici omráčí a batyskafem do části města pošle. Booker a Elizabeth nacházejí Sally ve ventilačním systému a zjišťují, že se dívka stala jednou z Little Sisters. Když se ji pokusí Booker vytáhnout z šachty, Sally přivolá na pomoc Big Daddyho. Toho Booker poráží a dívku se pokouší zachránit. Během snažení se ale DeWittovi vrací vzpomínky. Zjišťujeme, že jde o Zacharyho Comstocka, který se v jiném univerzu pokusil ukrást náhradu za Elizabeth. Místo toho, aby však dítě přišlo znovu o malíček, uzavírající se trhlina dívku dekapitovala. Zdevastovaný Comstock tak požádal sourozence Lutecovi, aby mu vymazali vzpomínky a poslali do města Rapture. Elizabeth přichází do dimenze v Rapture z původní dimenze hlavní hry Infinite, aby se Comstockovi pomstila. Ten, přestože se snaží omluvit, je následně probodnut vrtákem Big Daddyho.

### Bioshock Infinite: Burial at Sea – Episode 2
Druhá část Burial at Sea je druhým a posledním příběhovým DLC a poslední částí série Bioshock, na které se podílelo původní jádro vývojářů z Irrational Games. Děj je vsazen těsně za události předchozího dílu. Elizabeth se probouzí v Rapture vedle mrtvého Comstocka. Obklíčena skupinou revolucionářů v čele s Atlasem z původní hry Bioshock, začne Elizabeth s muži vyjednávat a slíbí jejímu vůdci, že dokáže vyzvednout potopenou část komplexu Franka Fontainea zpět k Rapture, pokud jí Atlas navrátí maličkou Sally. Ten souhlasí a vysílá Elizabeth nalézt doktora Suchonga, taktéž protagonistu původní hry, který je klíčem k provedení tohoto úkolu. Elizabeth po cestě zjišťuje, že její předchozí verze, která pomáhala Comstockovi nalézt Sally, byla taktéž zabita Big Daddym a následně se všechny ostatní verze sloučily do jedné Elizabeth, která postrádá své speciální schopnosti vidět nekonečný čas a prostor. Sourozenci Lutecovi ji pro tyto skutečnosti od cesty do Rapture odrazovali, ale Elizabeth byla přesto odhodlána Sally zachránit. Doprovázená střípky svého vševědoucího podvědomí v podobě Bookera, Elizabeth nalézá Suchongův projekt, kterým je překvapivě trhlina do města Columbia. Elizabeth trhlinu stabilizuje a vrací se do Columbia, kde právě probíhají události Bioshock Infinite. Elizabeth získává ze vzducholodi částici sourozenců Lutecových, která vznáší město, a hodlá se vrátit do Rapture. Suchong však žádá, aby z Finkovy laboratoře ještě ukradla vzorek vlasů, který by pomohl prohloubit výzkum pouta mezi Big Daddym a Little Sisters. Suchong ho založil na poutu Songbirda a Elizabeth a ostatních mezidimenzionálních výměnách mezi technologiemi Columbie a Rapture. Elizabeth vzorek získává a vrací se do Rapture, kde je obklíčena muži Andrew Ryana. Ten po ní žádá spolupráci, ale Elizabeth se postaví útočníkům na odpor a vyzvedává potopenou část města zpět ze dna. Atlas ji však zajme, protože si je vědom její důležitosti, a chce od ní zjistit, kde je takzvané Ryanovo Eso. Elizabeth ani po dlouhém mučení nedokáže přijít na odpověď, avšak v záchvatu paniky, kdy se Atlas chystá zranit Sally, si Elizabeth vybaví budoucnost a sdělí revolucionářům, že se Eso nachází u Suchonga. Atlas tam tedy Elizabeth vysílá a ta zjišťuje, že klíčem k poutu mezi Little Sisters a Big Daddym je jejich vzájemné sdílení ADAMa. Tento impulz nevědomky způsobí Suchongovu smrt, kdy vědec napadne Little Sister těsně poté, co došlo k jejímu propojení s Big Daddym. Elizabeth nachází obálku s Esem a vrací se za Atlasem s vědomím, že ji zabije. Elizabeth se skutečně obětuje a sdělí Atlasovi, že Esem je fráze „Would You Kindly“ z původní hry Bioshock. Tímto činem Elizabeth zajistí, že se protagonista první hry Jack dostane do Rapture, kde s pomocí Atlase zabije Andrew Ryana, následně samotného Atlase/Franka Fontainea a zlomí prokletý koloběh města tím, že zachrání Little Sisters včetně Sally. S tímto vědomím Elizabeth na dně moře umírá.

## Postavy

### Booker DeWitt
Booker je hlavním protagonistou hry a první hlavní postavou série Bioshock s jasně vymezenou identitou a hlasovým projevem. Během událostí hry je mu 41 let. DeWitt se zúčastnil jako člen 7. kavalerie bitvy u Wounded Knee a pro svoje hrůzné činy byl ostatními spolubojovníky přezdíván The White Injun. Masakr ho natolik poznamenal, že si nebyl schopen udržet místo u detektivní společnosti Pinkerton a pro svoje extrémní metody byl propuštěn. Když se odmítl dát na křesťanskou víru, stal se soukromým vyšetřovatelem, propadl alkoholu a sázkám. Dluhu, jež se mu nastřádal, se zbavil prodejem své dcery Anny Robertu Lutecovi a ve výčitkách žil dalších dvacet let, než byl sourozenci Lutecovými přenesen do Comstockovy dimenze skrze trhlinu. Tento přesun způsobil DeWittovi vytvoření umělých vzpomínek, které mu umožnily asimilovat se do této reality. DeWittovi bylo zadáno, aby z létajícího města Columbia přivedl do New Yorku tajemnou dívku Elizabeth a splatil další nahromaděné dluhy. Podle iniciálů „AD“, které si Booker vyryl do ruky jako vzpomínku na svoji dceru, je však ve městě rozpoznán a musí se k Elizabeth probojovat. Únik se jim sice nepodaří, ale vyvolají ve městě občanskou válku mezi Zakladateli a dělnickým hnutím Vox Populi a zničí Siphon, který ovládá Elizabethiny schopnosti. Na konci hry je Booker utopen několika verzemi Elizabeth z jiných dimenzí, aby nemohlo dojít ke křtu, jenž by z Bookera vytvořil věřícího Zacharyho Comstocka a Elizabeth tak byla jako dítě unesena. Samotný Booker DeWitt zůstává existovat pouze v jediné realitě se svojí dcerou Annou.

### Elizabeth
Elizabeth Comstock, vlastním jménem Anna DeWitt, je hlavní ženskou postavou hry, která byla jako dítě prodána Bookerem DeWittem Robertu Lutecovi a skrze trhlinu přenesena do létajícího města Columbia, kde byla prohlášena za dceru tamního vůdce Zacharyho Comstocka. Přesun skrze trhlinu, během kterého ztratila malíček, u Elizabeth rozvinul schopnosti vytvářet vlastní časoprostorové trhliny, čehož bylo využito columbijskými vědci. Elizabeth byla zavřena do mohutné věže ve tvaru anděla a studována. Jediným spojením s vnějším světem byl její mechanický strážce Songbird. Autor hry Ken Levine ji popisuje jako "nerdku" počátku 20. století. Elizabeth je svojí povahou dětinská a hravá, avšak také velice sečtělá a vzdělaná. Její vztah mezi ní a Songbirdem je variací na vztah Little Sisters (Malé sestřičky) a Big Daddys (Velký taťka) z prvních dvou dílů série Bioshock. Během smrti Songbirda, který umírá právě v hlubinách města Rapture, kam ho společně s Bookerem Elizabeth přenáší, můžeme v pozadí vidět Little Sister sklánějící se nad mrtvým Big Daddym. Elizabeth mění během hry několikrát svoji image.

### Zachary Hale Comstock
Zachariáš "Prorok" Comstock je hlavním záporným charakterem Bioshock Infinite. Jedná se o alternativní verzi Bookera DeWitta, který po událostech u Wounded Knee přijal toto jméno po křtu knězem Wittingem. Po přijetí křesťanské víry se Comstockovi údajně zjevil archanděl Columbia a vyzval ho k založení města v oblacích. To mohl Comstock uskutečnit až po roce 1893, kdy potkal výzkumnici Rosalind Lutece, jež dokázala vytvořit systém pro vznášení budov. Město sloužilo jako vzorový příklad amerických ideálů po celém světě až do roku 1901, kdy Comstock zasáhl v rozporu s vládou USA do povstání Boxerů, při kterém byli drženi v zajetí američtí občané. Palbou na čínské pozice bylo odhaleno, že je Columbia ve skutečnosti mohutnou bitevní lodí a vláda Spojených států prohlásila tento akt za zradu. Uražený Comstock se rozhodl město odtrhnout od USA a zmizet s ním v oblacích. Během secese města se podařilo Rosalind Lutece vytvořit portál do jiné dimenze, čehož Comstock využil pro nahlížení do budoucnosti a prohlášení sebe samého za Proroka. Přístroj, kterým však do budoucnosti nahlížel, mu způsobil rychlejší stárnutí, rakovinu a impotenci. Comstock se tedy rozhodl využít odlišné dimenze pro získání dcery Booker DeWitta Anny, a přenést ji do Columbie jako svoji pokračovatelku. Náhlé zjevení dítěte rozpoutalo napětí mezi Comstockem a jeho ženou, což vedlo k jejímu zabití, ze kterého byla obviněna rodinná služka Daisy Fitzroy. Comstock, vědom si, že se Booker pro Elizabeth v budoucnu vrátí, započal rozhlašovat varování o Falešném pastýři s iniciály AD na pravé ruce, aby mohl Bookera zastavit. To se mu však nepodařilo a DeWitt Elizabeth zachránil, ve městě rozpoutal občanskou válku a Comstocka zavraždil. Ve hře je však možné vidět, že by v jedné z realit Comstock časem Elizabeth zlomil a ta by skutečně zaútočila v roce 1983 na New York.

### Sourozenci Lutecovi
Rosalind Lutece je americkou fyzičkou a výzkumnicí, klíčovou postavou pro události Bioshock Infinite. Právě ona dokázala vytvořit speciální systém pro vznášení budov objevem tzv. Lutece částice, která odolává vlivu gravitace a rozvinula cestování napříč dimenzionálními trhlinami, a to za pomocí tzv. Lutece zařízení. Rosalind se setkala během prvních výzkumů se svým alternativním mužským dvojčetem Robertem, se kterým rozvinula přístroj k cestování dimenzemi na takovou úroveň, že umožnila mohutný rozmach města po průmyslové i kulturní stránce a zajistila přes Roberta odkoupení Bookerovy dcery Anny pro Zacharyho Comstocka. Právě Rosalind byla nařčena Comstockovou ženou z mateřství Elizabeth. Rozpor mezi sourozenci vyústil v hrozbu Robertova odchodu, pokud oba nezabrání naplňování Comstockova proroctví. Ten tedy nechal oba dva uzavřít v přístroji, čímž je však nezabil, ale umožnil jim volně cestovat napříč dimenzemi. Společně se tedy vydali zabránit zkáze, kterou měla Columbia přinést, přenesli Bookera DeWitta do Comstockovi reality a zadali mu úkol osvobodit Elizabeth. Jednu z knih napsanou Rosalind Lutece můžeme vidět hned v úvodu hry, kdy ji drží Elizabeth ve své věži. Úvodní citát začínající hru pochází taktéž od Rosalind Lutece.

### Bratři Finkové
Jeremiah Fink byl nejvýznamnější průmyslník Columbie, jehož utlačovatelské postoje vedoucí k vytvoření slumů v nižších vrstvách města způsobily vznik dělnického hnutí Vox Populi a zažehnutí občanské války. Taktéž Jeremiah Fink profitoval z dimenzionálních trhlin a většina jeho vynálezů je převzatá z budoucnosti. Jeho bratr Albert Fink byl vlastníkem nahrávacího studia, ve kterém skrze dimenzionální trhlinu přejímal populární hity budoucnosti a nahrával jejich nové columbijské verze (The Beach Boys, Cyndi Lauper).

### Daisy Fitzroy
Daisy Fitzroy byla černošská vůdkyně hnutí Vox Populi, která byla do Columbie násilně přivedena Finkovými muži. V prvních letech pracovala jako služka v domě Comstockových, než na ni byla svedena vražda Comstockovy ženy. Po pár dnech na útěku byla dopadena a vyslýchána Dr. Pinchotem, čemuž se věnuje kniha Mind in Revolt. U Fitzroyové byla zjištěna nadprůměrná inteligence a výřečnost, přesto ji můžeme ve hře vidět jako brutální a nemilosrdnou ženu bojující proti útlaku ze strany bohatší vrstvy Zakladatelů. Daisy je nakonec zabita Elizabeth.

## Hra
Bioshock Infinite se od svých předchůdců nijak výrazně neliší a využívá tak podobný soubojový systém, jehož základ tvoří zbraně a psychické schopnosti. Novinkou je přítomnost Elizabeth a Skyline.

### Zbraně
Ve hře je možné nést naráz pouze dvě zbraně, které jsou kombinacemi skutečných modelů a steampunkově laděných originálních návrhů. Výzbroj je možné čtyřikrát vylepšit v automatu Minuteman's Armory. K některým ze zbraní existují vzhledově odlišné verze, jež používá hnutí Vox Populi.
- Barnstormer RPG (raketomet) – ručně natahovací raketomet.
- Bird's Eye Sniper Rifle (odstřelovací puška) – odstřelovací puška se zásobníkem na čtyři náboje.
- Broadsider Pistol (pistole) – pistole vycházející z modelu C96 Mauser, původní zásobník na 12 nábojů je možné upgradem rozšířit na 18.
- China Broom Shotgun (brokovnice) – brokovnice vycházející z modelu Winchester Model 1910, verze, kterou používá hnutí Vox Populi, je nazvaná Heater (Spalovač)
- Huntsman Carbine (karabina) – poloautomatická karabina, jejíž obdoba používaná Vox Populi nese název Burstgun (dávkovač) a střílí tři náboje v krátkých dávkách na úkor menší poškození.
- Paddywhacker Hand Cannon (magnum) – zdobený bubínkový revolver s kapacitou šesti nábojů.
- Peppermill Crank Gun (přenosný kulomet) – klikový kulomet, jež používají Motorized Patriots, může být získán i skrze vyvolanou trhlinu.
- Triple R Machine Gun (samopal) – rychlopalný kulomet, jehož Vox Populi obdobou je Repeater (opakovač).
- Pig Volley Gun (salvomet) – kombinace ručního granátometu a minometu, verze Vox Populi nazvaná Hail Gun (Plamen Slávy) dokáže detonovat nálože během letu.

### Vigory
Vigory jsou obdoby plasmidů, tedy tekutin, které poskytují držitelům unikátní schopnosti. Na rozdíl od plasmidů z prvních dvou dílů série Bioshock se Vigory nedostávají do těla injekcemi, ale pouhým vypitím a doplňují se solemi. Každá schopnost má dvě formy, nejčastěji útočnou a nástražnou, a je možné ji dále vylepšovat v automatu Veni Vidi Vigor. Tvůrcem těchto substancí je průmyslník Jeremiah Fink. Ve hře je možné v jedné nahrávce slyšet Finka tvrdit, že byla tvorba vigorů inspirována prací nadané bioložky, kterou měl možnost skrze trhliny sledovat, dá se tedy předpokládat, že jde o Brigid Tenenbaumovou, tvůrkyni plasmidů z prvních dvou dílů.
- Bucking Bronco (Divoký mustang) – schopnost vymrštit nepřátele na krátkou dobu do vzduchu a znemožnit jim útok.
- Possession (Uhranutí) – Booker dokáže ovládnout na kratší dobu mechanické a později i organické nepřátelé, živí nepřátelé spáchají po skončení vlivu vigoru sebevraždu.
- Murder of Crows (Hejno havranů) – možnost vyslat na nepřítele hejno útočících vran.
- Shock Jockey (Elektrošok) – omráčení nepřátel skrze elektrický šok, tato schopnost dokáže otevírat i některé elektřinou poháněné dveře.
- Charge (Zteč) – umožní Bookerovi provést zraňující zteč.
- Undertow (Hydrokop) – schopnost přitáhnout si nebo odmrštit do dáli nepřítele pomocí proudu vody.
- Return to Sender (Zpětná zásilka) – defenzivní schopnost, která dokáže pochytat příchozí střely a vymrštit je zpět na nepřítele.

### Skyline
Skyline (nebeská dráha) je unikátní dopravní prostředek města Columbia, který využívá dvojice kolejnic pro přepravu těžkých kontejnerů. Ve hře je tyto kolejnice možné využít jak pro transport z jednoho místa na druhé, tak během souboje jako efektivní možnost přemisťování a útočení, a to za pomocí tzv. Sky Hooku, což je hák vyvinutý Jeremiah Finkem pro údržbáře kolejnic a později převzatý policejními složkami jako reakce na mladistvé obyvatele Columbie, kteří začali Skyline ilegálně využívat pro zábavu. Sky Hook se dá taktéž použít jako zbraň na blízko. V DLC Burial at Sea se alternativou pro Columbijskou Skylines ve městě Rapture stalo potrubí městské potrubní pošty. A sky hook byl nahrazen tzv. Air graber.

### Elizabeth
Elizabeth je samostatná postava s umělou inteligencí, která pro hráče v souboji progresivně vyhledává munici, lahvičky solí či lékárničky a poté mu je může po stisknutí tlačítka okamžitě poskytnout. Její schopnost otevírání dimenzionálních trhlin taktéž umožňuje zhmotňování krytů, háků, střílen či přepravek se zbraněmi, které se dají efektivně využívat. Během soubojů dokáže Elizabeth varovat před nepřáteli, mimo souboje pak upozorňovat na praktické předměty nebo páčit zamčené místnosti.

### Dodatečně vydaný obsah

#### DLC
- Clash in the Clouds – přidá arénový mód, v němž ve čtyřech nových mapách Booker DeWitt bude bojovat proti nepřátelům, za jejichž likvidování získá peníze
- Burial at Sea – dvoudílné DLC, ve kterém se hráč jako Booker a Elizabeth vydají do podmořského města Rapture (známé z prvních dvou dílů Bioshocku). Rapture přitom hráči navštíví v období jeho vrcholného rozkvětu na sklonku roku 1958. Hráč může hrát nejen za Bookera, ale i přímo za Elizabeth. DLC vyšlo koncem roku 2013, druhý díl v roce 2014[1].

## Ocenění
V hráčském hlasování v anketě INVAZE 2013 na herním webu Hrej.cz obsadil BioShock Infinite 1. místo v kategorii Nejlepší střílečka se ziskem 291 hlasů (27 %).